# Південнокурдська мова

Поширення курдських діалектів
Курманджі
Сорані
Південнокурдська мова
Зазакі
Ґурані
Змішані

Південнокурдська мова (самоназва — kelhurî — келхурі) — одна з курдських мов. За традиційною класифікацією вважалася діалектом курдської мови.
Область поширення — західний Іран (провінції Керманшах та Ілам), і східний Ірак (між містами Ханакін та Мандалі).